# Questo amore purissimo
Questo amore purissimo è un libro di Davide Cavuti, pubblicato da ICFF Books (Canada) e presentato in prima assoluta a Toronto.

## Trama
Il libro contiene il racconto La mia bussola di fede ispirato alla vita dello sceneggiatore Ennio Flaiano e alla vicenda legata alla sua figlia gravemente malata; in appendice è presente la poesia Amore purissimo sempre ispirata alla figlia Lelè di Flaiano. Il libro contiene il prologo firmato da Massimo Dapporto, l’introduzione di Lino Guanciale e la presentazione scritta da Michele Placido. Il testo contiene la traduzione a fronte in lingua inglese a cura di Tonia Serrao Soppelsa.
Il libro è stato presentato il 13 luglio 2023 all’Istituto Italiano di Cultura di Toronto, all’interno dell’ICFF Film Festival. Dal racconto Questo amore purissimo, è tratta la sceneggiatura del film biografico Un marziano di nome Ennio (2021) diretto da Davide Cavuti interpretato da Massimo Dapporto e il copione dello spettacolo Non svegliate lo spettatore (2020) interpretato da Lino Guanciale con le musiche e la regia di Davide Cavuti.

## Riconoscimenti
- 2023: "Cinema and Literature Award" Toronto[4] all'autore Davide Cavuti.

## Edizioni
- Davide Cavuti, Questo amore purissimo, ICFF Books, 2023, ISBN 9791220095594.